# Katedra św. Szczepana w Bourges
Katedra św. Szczepana w Bourges (fr. Cathédrale Saint-Étienne de Bourges) – najszersza gotycka katedra we Francji (XIII–XVII wiek), wzorowana na katedrze Notre-Dame w Paryżu.
W zachodniej fasadzie świątyni jest pięć rzeźbionych portali. Na środkowym przedstawiono Sąd Ostateczny. W prezbiterium znajdują się witraże ufundowane przez cechy.
W roku 1992 wpisana na Listę Światowego Dziedzictwa Kulturalnego i Przyrodniczego UNESCO.